# Netherworld
Netherworld es una banda sonora compuesta por David Bryan en colaboración con otros artistas. Pertenece a la película del mismo nombre.

## Canciones del álbum
1. Stranger to Love (con John Duva, Larry Fast y Bob Gianetti) - 4:42
2. Tonk's Place - 2:32
3. Birds of a Feather - 2:51
4. Black Magic River - 2:40
5. Open Door Policy (con John Duva, Bob Gianetti y Bernie Pershey) - 3:42
6. My Father's Sins - 3:11
7. Ceremony - 5:06
8. Into the Netherworld - 3:40
9. If I Didn't Love You (con John Duva, Bob Gianetti y Bernie Pershey) - 4:56
10. Inherit the Dead - 2:51
11. Mirror Image - 3:40
12. What's Your Pleasure?  - 4:46
13. 100 Reasons (con John Duva, Bob Gianetti y Bernie Pershey) - 5:26
14. Netherworld Waltz (Live)

- Datos: Q6041195